# Paul Fussell
Paul Fussell (22 de março de 1924, Pasadena, California — Medford, Oregon, 23 de maio de 2012) foi um escritor, historiador e professor norte-americano.
Foi professor emérito de  literatura inglesa da Universidade da Pensilvânia. Serviu como tenente da infantaria na Segunda Guerra Mundial, tendo sido condecorado com a Estrela de Bronze e a Purple Heart. A sua experiência deu origem a sua autobiografia Doing Battle - The Making of a Skeptic publicada em 1996.
Recebeu o National Book Award em 1976, pela publicação de The Great War and Modern Memory. Na obra, Fussell argumenta que a experiência das trincheiras minou as concepções românticas prevalecentes sobre a guerra, substituindo-as por uma visão mais realista e sombria dos horrores do conflito.

## Livros publicados
- Poetic Meter and Poetic Form (1965)
- The Rhetorical World of Augustan Humanism: Ethics and Imagery from Swift to Burke (1965)
- Theory of Prosody in Eighteenth-Century England (1966)
- Eighteenth-Century English Literature (1969) editor with Geoffrey Tillotson and Marshall Waingrow
- Samuel Johnson and The Life of Writing (1971)
- English Augustan Poetry (1972)
- The Great War and Modern Memory (1975)
- The Ordeal of Alfred M. Hale: The Memoirs of a Soldier Servant (1975) editor
- Abroad: British Literary Travelling Between the Wars (1980)
- The Boy Scout Handbook and Other Observations (1982)
- Sassoon's Long Journey (1983) editor, from The Complete Memoirs of George Sherston
- Class, A Guide Through the American Status System (1983)
- Caste Marks: Style and Status in the USA (1984)
- The Norton Book of Travel (1987) editor
- Thank God for the Atom Bomb and Other Essays (1988)
- Wartime: Understanding and Behavior in the Second World War (1989)
- BAD: or, The Dumbing of America (1991)
- The Bloody Game: An Anthology of Modern War (1991)
- The Norton Book of Modern War (1991) editor
- The Anti-Egotist. Kingsley Amis: Man of Letters (1994)
- Doing Battle - The Making of a Skeptic (1996) autobiography
- Uniforms : Why We Are What We Wear (2002) ISBN 978-0-618-38188-3[3]
- The Boys’ Crusade : The American Infantry in Northwestern Europe, 1944-1945 (2003)